# Міжнародний інститут дослідження видів
Міжнародний інститут дослідження видів (англ. International Institute for Species Exploration) розташований в місті Сірак'юс, штат Нью-Йорк, належить до системи університетів штату Нью-Йорк. Певний час був пов'язаний з Університетом штату Аризона.
Завданням наукового закладу визначено поліпшувати таксономічну розвідку та каталогізування нововідкритих видів флори й фауни. З 2008 року інститут почав публікувати щорічний перелік десяти найцікавіших і незвичайних живих істот, виявлених певного року.
Види, відзначені 2015 року
- Анзу (динозавр)
- безхлорофільна паразитична рослина Balanophora coralliformis
- пустельний павук Cebrennus rechenbergi
- новий рід тварин Dendrogramma
- дорожна оса Deuteragenia ossarium
- індонезійська жабка Limnonectes larvaepartus
- одна із найдовших комах Phryganistria tamdaoensis
- бромеліада Phryganistria tamdaoensis
- скелезубова риба Torquigener albomaculosus
- голозябровий молюск Phyllodesmium acanthorhinum

## Принагідно
- Top 10 New Species — SUNY-ESF